# سازونشین آتشفشان
سازونشین آتشفشان (نام علمی: Junco vulcani) نام یک گونه از سرده سازونشین است.